# Camp Bondsteel

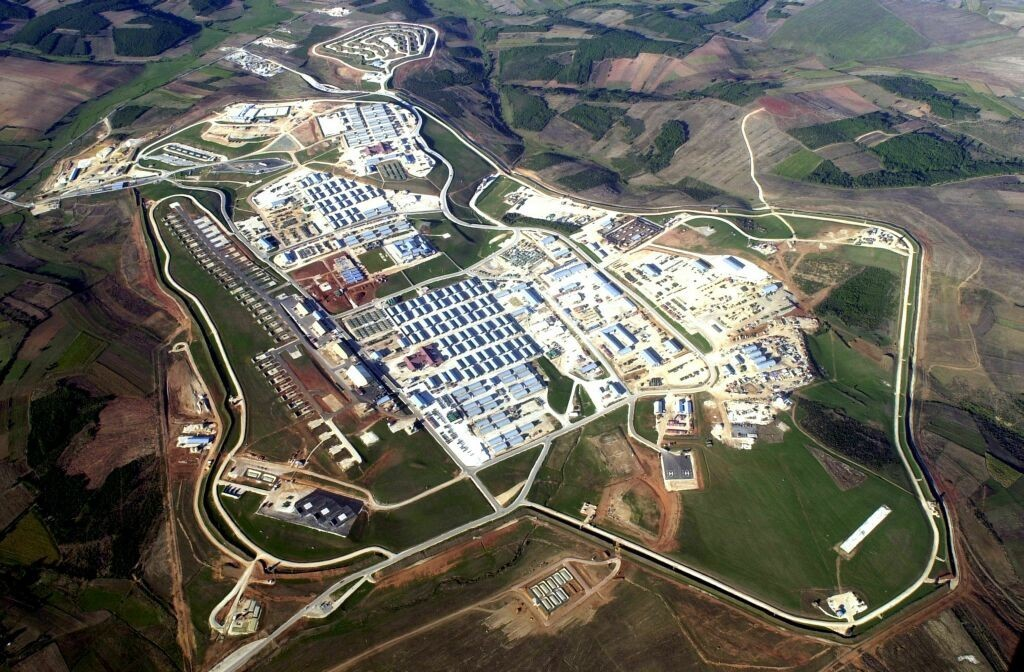
Camp Bondsteel vanuit de lucht

Camp Bondsteel is de belangrijkste militaire basis van de Verenigde Staten in Kosovo, gelegen bij Ferizaj, in het zuidoosten van Kosovo. De basis dient als het NATO-hoofdkwartier voor KFOR's Multinational Task Force East. Zij is vernoemd naar een Vietnamveteraan, James L. Bondsteel.

## Het kamp
Het kamp bestaat uit ongeveer 250 houten, semi-permanente barakken en heeft talrijke faciliteiten. Het terrein beslaat een oppervlakte van 386 hectare. Voor dit terrein werden twee heuvels afgegraven. De valleien ertussen werden opgevuld met het afgegraven materiaal. Het kamp is omgeven door een aarden wal van 2,5 meter hoog. Er zijn tot 7000 troepen gelegerd en er zijn zo'n 55 AH-64 Apache en andere helikopters gestationeerd.

## De constructie
Camp Bondsteel werd vanaf juni 1999 gebouwd door het leger en de onderneming Kellogg, Brown and Root, dat het kamp mede beheert en exploiteert. Tot 2007 was Kellogg, Brown and Root een dochteronderneming van Halliburton. In 1999 was de Amerikaanse vicepresident Dick Cheney nog hoofd van Halliburton. Volgens sommige auteurs werden er al plannen voor de constructie van deze basis gemaakt vóór de NAVO-operatie Allied Force en de eerste bommen op Kosovo vielen in 1999. Kolonel Robert L. McClure schreef in het blad Bulletin: "De constructieplanning voor operaties in Kosovo begon maanden voor de eerste bom was gevallen". Volgens hem wilden de planners gebruikmaken van de lessen in Bosnië en overtuigden zij de autoriteiten zo snel mogelijk een volwaardig kamp neer te zetten. Naast Camp Bondsteel werd tevens een andere basis, Camp Monteith, uit de grond gestampt. Verschillende Europese politici menen, dat Amerika de bombardementen op Joegoslavië heeft gebruikt om Camp Bondsteel te kunnen vestigen.(bron is partijdig)
Het beoogde doel van de bases was, aldus sommige auteurs, de Amerikaanse militaire aanwezigheid te vestigen in dit gebied met strategische oliepijpleidingen en transportroutes en de aanvoer van olie uit de Kaspische Zee veilig te stellen. Niet ver van het kamp was een belangrijke oliepijpleiding gepland, van Burgas in Bulgarije (aan de Zwarte Zee) naar Vlorë in Albanië; het AMBO-project. Edward Ferguson van Brown & Root Energy werd in 1997 aangesteld als leidinggevende in dit project. En Kellogg, Brown & Root onderzocht de mogelijkheden van dit project, dezelfde onderneming die nu Camp Bondsteel beheert. De contracten voor de pijpleiding werden in 2004 getekend.